# المجاعرة
لمجاعرة هي قرية في إقليم وزان ضمن جهة طنجة تطوان الحسيمة بالغرب المغربي. كان مجموع عدد سكان جماعة لمجاعرة 16.899 نسمة.(تعداد السكان الرسمي 2004)

## دواوير الجماعة
- الطرفانية